# Bernard Tchibambéléla
Bernard Tchibambéléla, né le 14 juin 1946 à Brazzaville où il meurt le 21 mai 2025, est un homme politique congolais qui exerce comme ministre de la Pêche et de l'aquaculture dans le gouvernement de la République du Congo de 2012 à 2016.
Il est membre du Mouvement congolais pour la démocratie et le développement intégral (MCDDI), il est le premier vice-président de l'Assemblée nationale de la République du Congo pendant deux mois en 1992, et il est le second vice-président de l'Assemblée nationale de 2007 à 2012.

## Biographie

### Formation et carrière professionnelle
Bernard Tchibambéléla, membre du groupe ethnique Kongos, plus précisément du sous-groupe ethnolinguistique Lari, commence sa carrière dans l'administration publique congolaise, où il gravit progressivement les échelons. Ingénieur agronome de formation, il est également titulaire d’un doctorat en économie et en droit rural. En 1982, il conduit sur les fonts baptismaux le Crédit rural du Congo, une banque destinée à soutenir le développement agricole et le « retour à la terre ». Il en sera le directeur général de 1982 à 1989.
Il dirigea plusieurs institutions en France et au Congo, notamment dans le secteur bancaire et ferroviaire, dont le CFCO.

### Engagement politique
Il entre en politique à la fin des années 1980. En 1989, il rejoint le Comité central du  Parti congolais du travail (PCT). En 1991, à l’instauration du pluralisme, il quitte le PCT pour rejoindre le Mouvement congolais pour la démocratie et le développement intégral (MCDDI), aux côtés de Bernard Kolélas.
Il devient ministre de la Pêche et de l’Aquaculture, puis est élu député à l’Assemblée nationale, dont il est vice-président à deux reprises. Il fut également conseiller du Chef de l’État.

### Mort
Bernard Tchibambéléla meurt à son domicile de Brazzaville le 21 mai 2025, à presque 79 ans, des suites de douleurs abdominales aiguës. Il s’écroule dans les escaliers de sa résidence, en présence de son fils aîné.

## Publications
- Le commerce mondial de la faim – Stratégie de rupture positive au Congo-Brazzaville, L’Harmattan, 2009[7].
- Sur les ailes du temps – Itinéraire d’une enfance africaine, Éditions Paari, 2009[8].